# Biela (nazwisko)
Biela – jedno z najstarszych nazwisk Słowian Łużyckich, tj. Słowian Połabskich, których kraina mieściła się na zachodnich ziemiach Polski. Etymologia oraz historia nazwiska może mieć trojakie znaczenie według przyjętych zasad tworzenia się nazwisk. Może pochodzić od nazw słowackich potoków Biela, rzek (dopływ Odry w woj. lubuskim i lewy dopływ Łaby), bądź wsi Biela, w której zamieszkiwał słowiański ród Biela. Źródła wskazują również wywodzenie się od wyrazów tj.: biały/a/bielą lub zwyczajowej nazwy rośliny lulek.
Istnieje możliwość, iż owo nazwisko przez wieki ulegało wielu przemianom językowym tj. polonizacji (Biel, Bielski, Biała) czy też germanizacji (Bieligk, Biehla, Biele).
W 1366 r. pojawiło się jako nazwisko wzmiankowe: biały, biel, bielić (według K. Rymuta i jego słownika „Nazwiska Polaków”). Pierwsza średniowieczna wzmianka o rodach Biela, Bila, Byla pochodzi z 1231 roku. Dotyczy ona rodu rycerskiego, jednak zaraz ród ten wchodząc przez małżeństwo do rodziny królewskiej otrzymuje tyt. książęcy „von”. Najbardziej znany, bogaty i silny ród Biela to książę z Turyngii (von Biela aus Thüringen). Inny znany to Bila z Prus oraz Wilhelm von Biela – kapitan cesarskiej austriackiej armii oraz astronom amator (w 1826 roku potwierdził, że nazwana jego imieniem kometa 3D/Biela jest kometą okresową). Potomkom na terenie Austrii lub Węgier tytuł książęcy nie przysługiwał. Herb von Biela: Na błękitno-białej (szarej) tarczy, u góry hełm rycerski, na środku złote drzewo z trzema rozgałęzieniami lub głowa białego jelenia z runą Tyr (Łużyckie, starosłowiańskie „Biela”), na dole skrzyżowane dwa srebrne topory lub srebrne skrzyżowane nogi ptaka (pazury).